# Fenêtre à vin

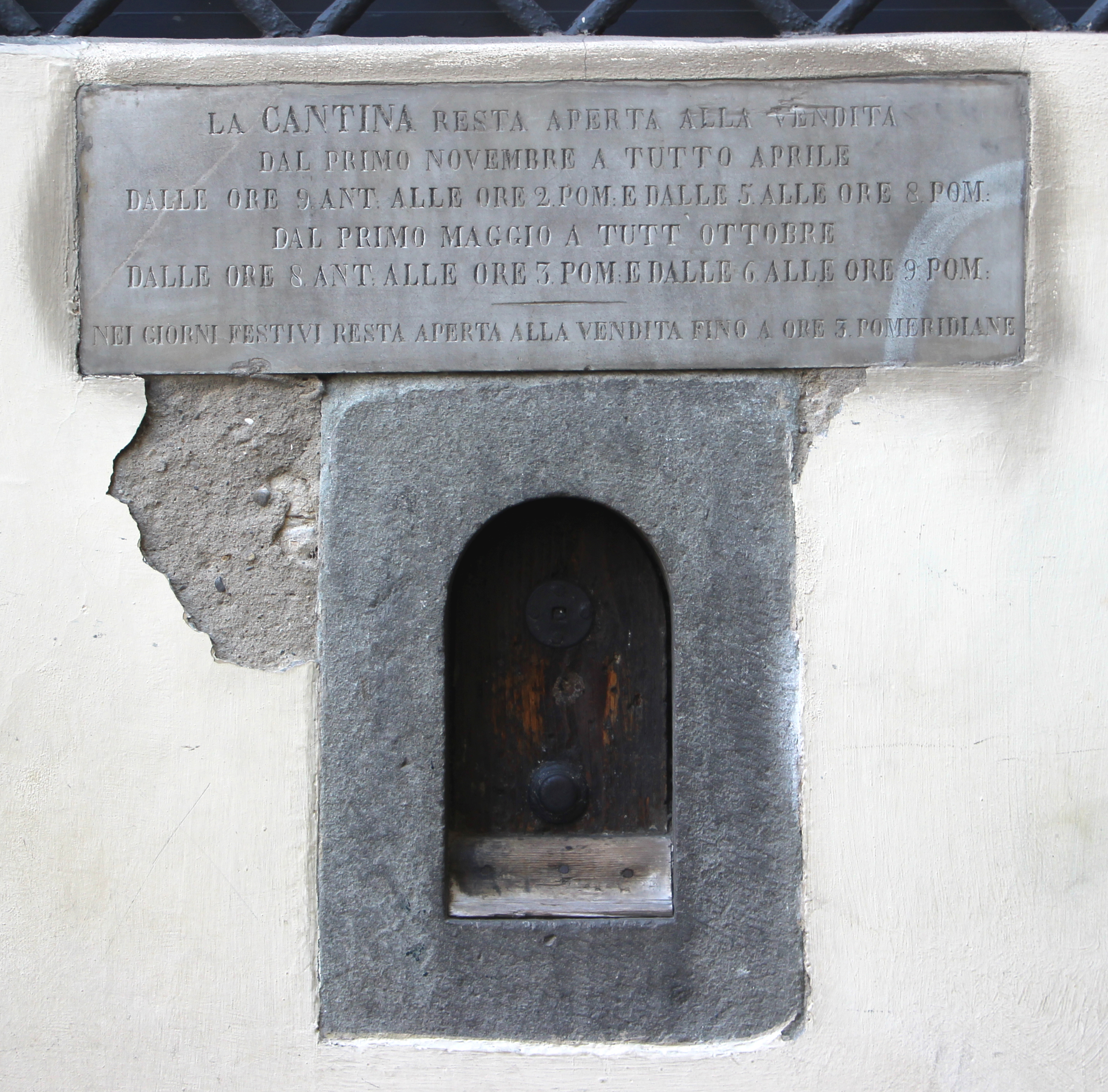
Fenêtre à vin de la Via delle Belle Donne à Florence surmontée d'une plaque indiquant le règlement de vente de vin.

Une fenêtre à vin, en italien buchetta del vino ou finestra del vino, est une petite ouverture en forme de fenêtre aménagée dans les murs de certains bâtiments de Florence, en Italie, pour permettre la vente de vin.

## Caractéristiques

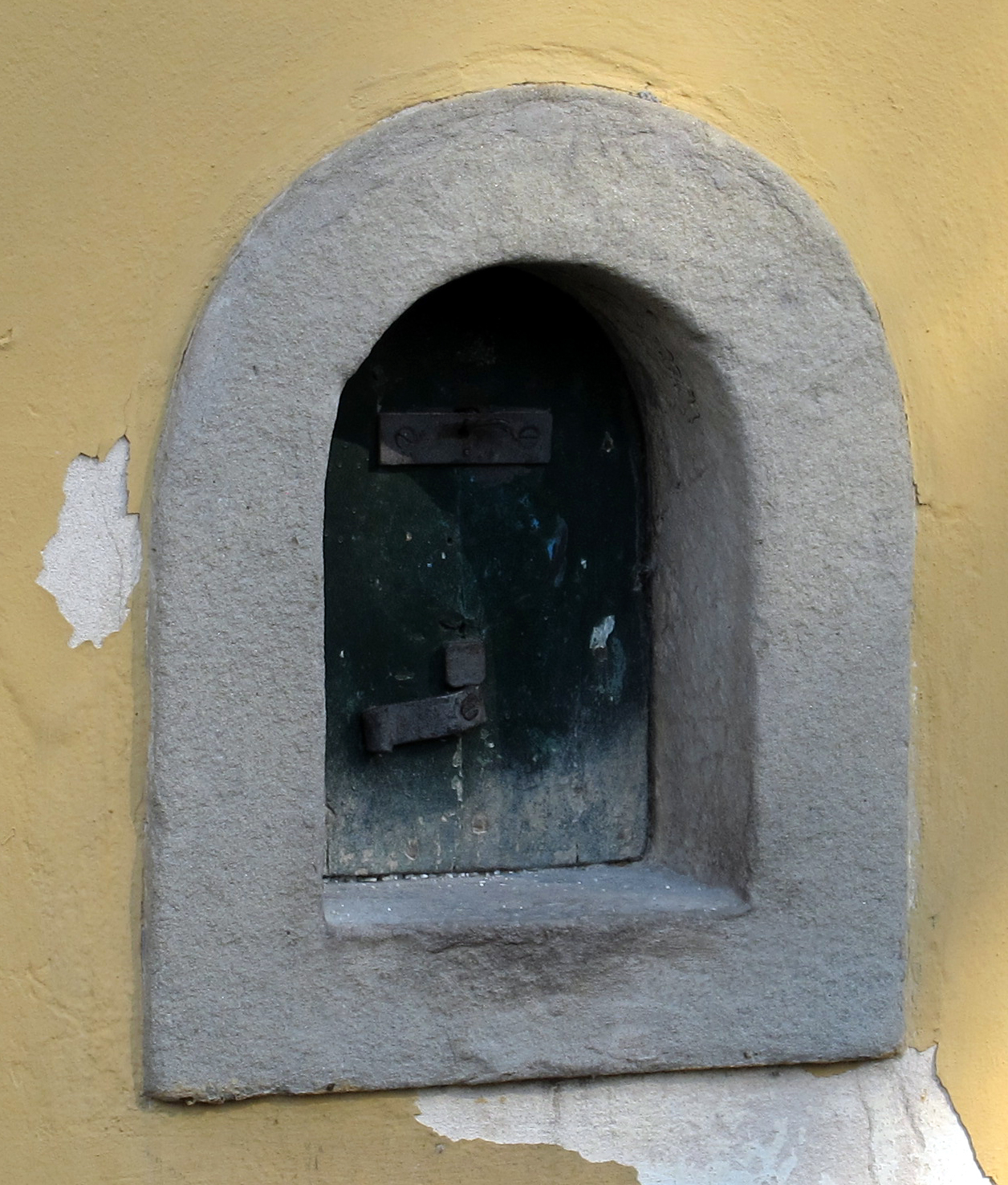
Fenêtre à vin simple fermée par son volet.

Ces fenêtres à vin se rencontrent en Italie, en Toscane et notamment dans la ville de Florence. Si certaines ont été murées, d'autres sont restées opérationnelles bien qu'inutilisées.
Leur forme est relativement homogène, avec une ouverture d'une hauteur d'une trentaine de centimètres pour une largeur d'une vingtaine de centimètres surmontée d'une petite arcade et fermée d'un volet. Ces dimensions résultent du conditionnement du vin en bouteille d'environ 1,4 L.

## Histoire

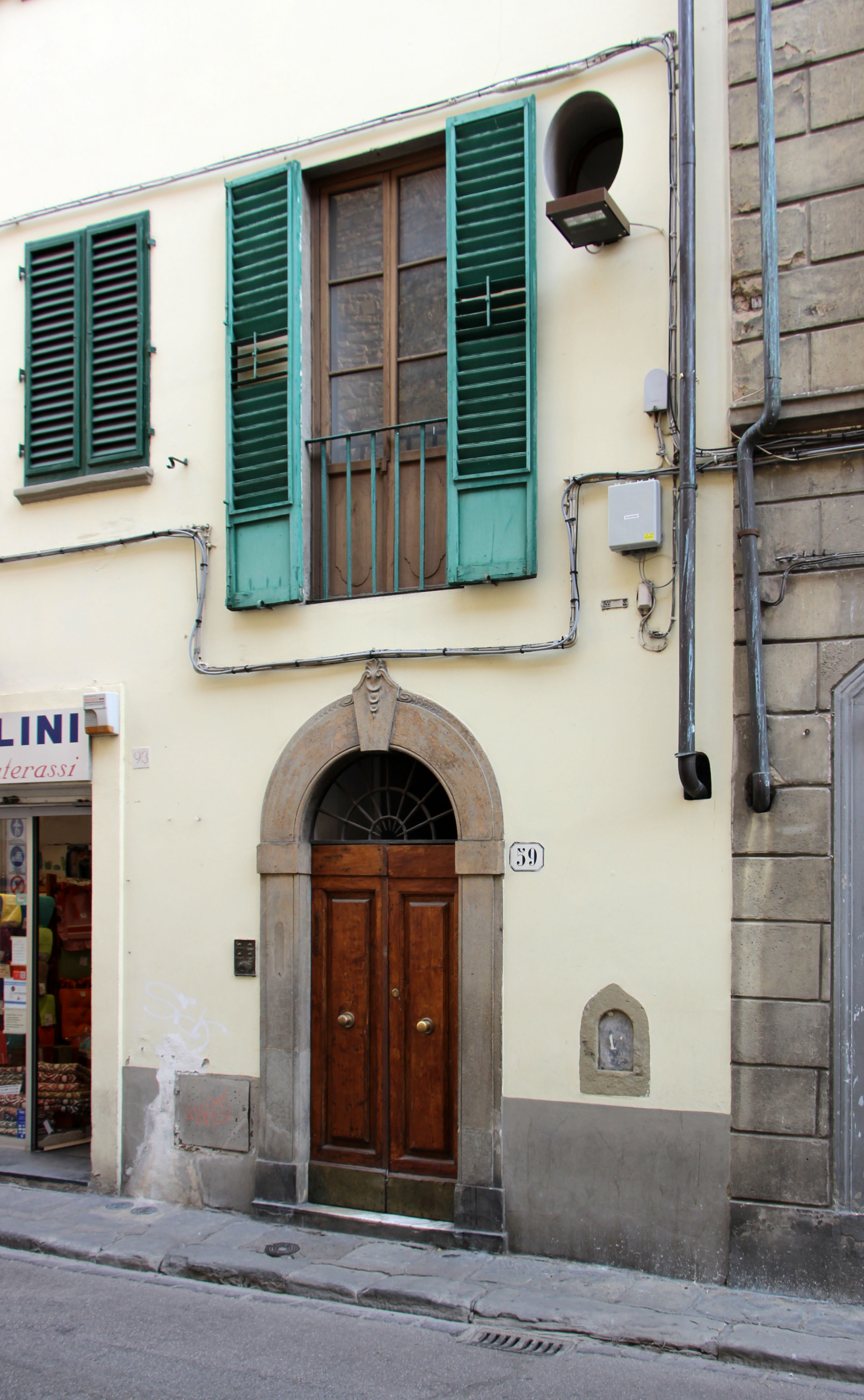
Fenêtre à vin murée adjacente à une porte sur le Borgo la croce à Florence.

Au cours du XVIe siècle, les changements économiques européens et italiens amènent les propriétaires terriens, sous l'impulsion des Médicis, à diversifier leurs revenus et se consacrer à l'agriculture, notamment de la vigne. Afin de vendre leur production de vin en s'affranchissant des intermédiaires et obligations liés aux débits de boisson, des ouvertures typiques apparaissent à partir de 1532 et se répandent au long des rues,. Leur abondance témoigne du succès de cette pratique qui satisfait une importante clientèle ; au début du XXIe siècle, 267 fenêtres à vin sont répertoriées en Toscane dont 149 à Florence.
Outre leur aspect économique, les fenêtres à vin permettent également de lutter contre la contagion en ces temps de grandes épidémies de peste, les contacts entre vendeurs et acheteurs étant réduits à leur plus simple expression,.
Peu à peu, cette pratique tombe en désuétude et même si certaines fenêtres à vin sont murées, d'autres restent simplement fermées ou changent de fonction : présentoir de magasin, passe-plat pour les cafés ou encore petit autel dédié à la Vierge. Néanmoins, en 2020, avec la pandémie de Covid-19, les fenêtres à vin de certains commerces retrouvent leur fonction première en permettant la distanciation physique imposée par les autorités sanitaires ; boissons au verre, cafés, sandwichs ou encore glaces sont vendus par ce biais.